# Serge Aimé Coulibaly
Pour les articles homonymes, voir Coulibaly.
Serge Aimé Coulibaly, né à Bobo-Dioulasso le 12 mars 1972 est un danseur, chorégraphe et acteur burkinabé.
Il travaille en Europe et internationalement depuis 2002. Il est le fondateur et le directeur artistique de la compagnie de danse Faso danse théâtre, ainsi que de Ankata, un laboratoire de recherche, création et production des arts de la scène situé à Bobo-Dioulasso.

## Biographie
Serge Aimé Coulibaly fait ses débuts au sein de la compagnie Feeren au Burkina-Faso, sous la direction d'Amadou Bourou, en tant que comédien, danseur et musicien. Cette première expérience lui permet de partir en tournée en Afrique et en Europe. En 1998, il est choisi pour chorégraphier le spectacle d’ouverture de la Coupe d'Afrique des nations, et en 1999 celle de l'ouverture du Festival panafricain du cinéma et de la télévision de Ouagadougou (FESPACO).
En 2002, il fonde la compagnie de danse Faso danse théâtre, et crée son premier solo en tant que chorégraphe, Minimini. Il est accueilli la même année par la compagnie belge des Ballets C de la B, où il interprète notamment Wolf en 2003, C(H)OEURS en 2012 (mis en scène par Alain Platel) et Tempus Fugit (chorégraphie de Sidi Larbi Cherkaoui).
En 2004, le metteur en scène Rachael Swain fait appel à lui pour mener en Australie un travail de recherche artistique, dont l'objet est de mettre en relation les danses aborigènes traditionnelles avec la danse contemporaine. De ce travail il tire en 2009 le spectacle Burning Daylight, fruit d'une collaboration avec la Marrugeku Company.
Parallèlement, Serge Aimé Coulibaly développe ses propres projets au sein de Faso danse théâtre, qui allient danse, théâtre, musique, vidéo et arts plastiques. Ces spectacles sont régulièrement salués pour leur style distinctif et leur dimension socio-politique,,,.
En 2014, il crée Ankata dans sa ville natale Bobo-Dioulasso; il y lance le concours de soli de danse contemporaine «Simply the Best West Africa», dont l'un des objectifs principaux est de servir de tremplin pour les jeunes talents de la scène d'Afrique de l'Ouest. L'artiste camerounais Zora snake est l'un des lauréats de ce prix avec son solo " Le Départ " en 2017.
En 2016, il signe le spectacle Kalakuta Republik. Inspirée de la vie de Fela Kuti, cette œuvre est saluée par la critique à la suite de son passage au festival d'Avignon,,,. Ce succès est confirmé par une longue tournée européenne et africaine actuellement prévue jusqu'en 2019.
La première de Kirina, sa prochaine création pour Faso danse théâtre, a lieu au festival de Marseille en juillet 2018. Le livret est de Felwine Sarr, tandis que Rokia Traoré en assure la direction musicale.
Serge Aimé Coulibaly enseigne également des conférences et workshops autour de la danse contemporaine et de l'engagement citoyen dans la pratique artistique.

## Chorégraphies

### Créations
- 2002 : Minimini
- 2004 : Et Demain...
- 2006 : A Benger
- 2007 : Solitude d'un homme intègre
- 2008 : Babemba
- 2010 : Fitry
- 2011 : Kohkuma 7° Sud
- 2013 : Fadjiri
- 2014 : Nuit blanche à Ouagadougou[17]
- 2015 : Gloed
- 2016 : Kalakuta Republik
- 2018 : Kirina
- 2023 : I have a dream

### En collaboration
- 1998 : Cérémonie d’ouverture de la Coupe d’Afrique de Football. (Burkina-Faso)
- 1999 : Cérémonie d’ouverture du FESPACO. (Ouagadougou. Burkina-Faso)
- 2007 : Sugar, Liverpool 2008 – Capitale Européenne de la Culture. (Liverpool. Royaume Uni)
- 2008 : I Lost My English, Kalpana Raghuraman (Inde)
- 2009 : Mappemonde, CCN Nord pas de Calais (Carolyn Carlson). Pièce pour 45 danseurs amateurs. (Roubaix. France)
- 2009 : Burning Daylight, Marrukegu Company (Australie)
- 2010 : En attendant l’Indépendance, Palais des Beaux-Arts (Bruxelles)
- 2011 : Cérémonie d’ouverture des Championnats d’Athlétisme Juniors. (Lille. France)
- 2012 : Cross and Share, Julie Dossavi (France)
- 2013 : Double Jeu, création pour deux danseurs avec Farid Berki (France)
- 2014 : Cut the Sky, Marrukegu Company (Australie). Mise en scène : Rachael Swain
- 2015 : La Maladie de la mort (M. Duras). Mise en scène : Moïse Touré (France)
- 2015 : Crever d'amour, texte d'Axel Cornil. Mise en scène Frederic Dussene (Belgique)

### Interprétations
- 1996 : Qui hait fou Christophe Cheleux (Burkina / France)
- 2002 : Doublé Peau, Nathalie Cornille (France)
- 2003 : 
  - Wolf, Ballets C de la B, chorégraphie Alain Platel (Belgique)
  - Jeux d'intention, chorégraphie de Raphaëlle Delaunay (France)
- 2004 : Tempus Fugit, chorégraphie de Sidi Larbi Cherkaoui (Belgique)
- 2012 : C(h)oeurs, Ballets C de la B, chorégraphie d'Alain Platel (Belgique)

## Filmographie
- 1990 : Laafi de Saint Pierre Yameogo (Burkina-Faso)
- 1999 : Kadi Jolie de Idrissa Ouedraogo (Burkina-Faso)
- 2016 : Saint Saviour de Azubuike Erinugha (Nigeria)

## Théâtre
- 1993 : Conte conte conte. Mise en scène Amadou Bourou
- 1994 : Bilbot le Hobbit de JJ. Tolkien. Mise en scène par Amadou Bourou
- 1995 : L'Étrange Bonnet du roi silure. Texte et mise en scène Amadou Bourou
- 1996 : La Ronde des fables. Jean de la Fontaine. Mise en scène Amadou Bourou
- 1996 : La Boutique. Texte et mise en scène Amadou Bourou
- 1996 : Trois sous trois paroles de sagesse et une fortune, texte et mise en scène Amadou Bourou
- 1997 : Trois fois trois phrases. Jacques Jouet . Mise en scène Amadou Bourou
- 1998 : Vent coulis. Guy Shelley. Mise en scène Amadou Bourou
- 2002 : La Nuit juste avant les forêts. Bernard Marie Koltès. Mise en scène Renaud Antal